# Andreas Keller (Hockeyspieler)
Andreas Keller (* 1. Oktober 1965 in Berlin) ist ein ehemaliger deutscher Hockeyspieler und dreimaliger Olympiateilnehmer. Er spielte insgesamt 226 mal für die deutsche Hockeynationalmannschaft.

## Karriere
Der Mittelfeldspieler Andreas Keller spielte für den Berliner HC. 1982 und 1988 wurde er deutscher Vizemeister in der Halle.
Nachdem Keller 1982 Juniorenweltmeister geworden war, debütierte er 1983 in der Nationalmannschaft. 1984 gewann er die Halleneuropameisterschaft. Im Finale der Olympischen Spiele 1984 in Los Angeles stand er mit der deutschen Mannschaft der Mannschaft Pakistans gegenüber. Nachdem die reguläre Spielzeit mit 1:1 geendet hatte, gelang Pakistan in der Verlängerung das 2:1. 1985 wurde Keller noch einmal Juniorenweltmeister.
Bei der Weltmeisterschaft 1986 in London gewann die deutsche Mannschaft Bronze, genau wie ein Jahr später bei der Europameisterschaft. 1988 gehörte Keller zur siegreichen Mannschaft bei der Halleneuropameisterschaft. Bei den Olympischen Spielen 1988 in Seoul gewann die deutsche Mannschaft in der Vorrunde die Gruppe B und schlug dabei die Mannschaft Großbritanniens mit 2:1. Im Finale standen sich diese beiden Mannschaften dann erneut gegenüber und die Briten siegten mit 3:1, das deutsche Tor im Finale erzielte Heiner Dopp.
Bei der Weltmeisterschaft 1990 wurde die deutsche Mannschaft Vierter. 1991 wurde die Mannschaft ein weiteres Mal Halleneuropameister. Bei seinem dritten Olympiastart 1992 in Barcelona stand Andreas Keller zum dritten Mal im Finale. Gegen Australien gelang ein 2:1 durch zwei Tore von Michael Hilgers. Nach zwei olympischen Silbermedaillen und einer Goldmedaille beendete Keller seine Karriere als Spieler.
Als Trainer blieb Andreas Keller dem Berliner HC verbunden. So gelang ihm 2005 mit der Damenmannschaft der Gewinn der deutschen Meisterschaft.

## Familie
Bei den Olympischen Spielen 1936 hatte Andreas Kellers Großvater Erwin Keller eine Silbermedaille gewonnen, die erste Medaille für eine deutsche Hockeymannschaft überhaupt. Sein Vater Carsten Keller debütierte 1960 bei Olympischen Spielen und gewann 1972 olympisches Gold, er beendete seine Karriere als deutscher Rekordnationalspieler. Auch seine Geschwister Natascha, Olympiasiegerin 2004, und Florian, Olympiasieger 2008, sind erfolgreiche Hockeyspieler. Zudem spielte Andreas’ älterer Bruder, der Thorsten heißt, ebenfalls in der Bundesliga für den Berliner HC, wurde aber im Gegensatz zu seinen drei jüngeren Geschwistern nie in die Nationalmannschaft berufen.
Als Andreas Keller 1984 seine erste olympische Medaille gewann, war er erst der dritte Sportler, dem dies in dritter Generation gelang. Die erste Familie war die norwegische Seglerdynastie Lunde, bei der Peder Lunde junior 1960 olympisches Gold gewann. Die zweite Familie war die österreichisch-ungarische Fechterdynastie Bogen-Gerevich, deren Enkel Pál Gerevich 1972 Bronze gewann.
Mit der Olympiasilbermedaillengewinnerin im Hockey Anke Wild hat Keller die Kinder Felix und Luca Wild. Diese spielen ebenfalls Hockey. Andreas Kellers Ehefrau Louisa Keller gewann gemeinsam mit seiner Schwester Natascha Keller Olympiagold im Hockey bei den Olympischen Spielen 2004 in Athen.

## Weblink
- Andreas Keller in der Datenbank von Olympedia.org (englisch)